# Sahra-Josephine Hjorth
Sahra-Josephine Hjorth (født i 1985) er en dansk iværksætter, der især er kendt for at at stå i spidsen for online-learning-selskabet CanopyLAB og for at være tidligere næstformand for DI Digital.

## Baggrund og uddannelse
Sahra-Josephine Hjorth er datter af en dansk mor og en iransk flygtning og er opvokset i Aarhus. Hun har læst en toårig gymnasial uddannelse i New Mexico, USA, og gennemgået et fireårigt bachelor-studie i Internationale Relationer på American University i Washington DC, USA, der dog aldrig afsluttedes med en bachelorgrad. Da Sahra-Josephine kom hjem til Danmark, blev hun optaget på en kandidatuddannelse på Aalborg Universitet. I forbindelse med MA studierne var hun på et praktikophold på det danske konsulat i Skt. Petersborg.
Efter Sahra-Josephine Hjorth afsluttede sine MA studier, blev hun optaget på Aalborg Universitets Institut for Kultur og Globale Studier hvor hun var ph.d.-studerende. Dette studie afsluttede hun dog ikke, da hendes ph.d.-afhandling blev afvist af universitetet.

## Karriere
I 2015 stiftede Sahra-Josephine Hjorth firmaet CanopyLAB sammen med sin ægtemand Christian Skræm Juul Jensen, en virksomhed der i august 2022 blev begæret tvangsopløst, på grund af et for sent indleveret regnskab. Hun er tidligere medlem af chefredaktionen for Ræson.
I juni 2021 blev Sahra-Josephine Hjorth valgt som næstformand i DI Digital, som er Dansk Industris branchesammenslutning af virksomheder indenfor it-branchen. Efter kritisk presseomtale blev Sahra-Josephine Hjort i juni 2022 afløst af Nokia-direktør Lise Karstensen som næstformand for brancheforeningen.

## Hæder
I januar 2022 blev det offentliggjort, at Sahra-Josephine Hjorth som den eneste dansker var blevet udnævnt til den tidligere amerikanske præsident Barack Obamas fonds lederprogram. Dette var kommet i stand efter indstilling fra den tidligere NATO-generalsekretær og forhenværende danske statsminister Anders Fogh Rasmussen.

## Kontroverser
I 2022 bragte Ekstrabladet en række kritiske artikler om hendes virksomhed, herunder at virksomheden havde modtaget Covid-19-kompensation fra staten i 2020 baseret på at den havde angivet et forventet antal medarbejdere ved årets udgang på omkring 100, hvor det aktuelle tal viste sig at være to.
Som fagligt grundlag for sit virke i CanopyLAB havde Sarah-Josephine Hjorth angivet, at hun havde en ph.d.-titel, men Ekstrabladet afslørede i januar 2022, at hendes ph.d.-afhandling var blevet afvist af bedømmelsesudvalget og således aldrig var blevet antaget til forsvar.
I maj 2022 blev det påvist, at hun i en ansøgning til Innovationsfonden, som blev bevilget, havde angivet at hun underviste i kunstig intelligens og læring på NASA Ames Research Center, selvom hun aldrig havde været ansat på stedet.
Berlingske kunne i juni 2022 afsløre at hun aldrig afsluttede sine studier ved American University, Washington DC, USA, med en bachelorgrad, selvom hun ifølge sit cv havde angivet det modsatte.